# Valparaíso, Antioquia
Valparaíso är en ort i Colombia.   Den ligger i departementet Antioquía, i den centrala delen av landet, 200 km nordväst om huvudstaden Bogotá. Valparaíso ligger 1 351 meter över havet och antalet invånare är 3 626.
Terrängen runt Valparaíso är kuperad åt nordost, men åt sydväst är den bergig. Runt Valparaíso är det ganska tätbefolkat, med 100 invånare per kvadratkilometer. Närmaste större samhälle är Supía, 18,2 km söder om Valparaíso. Omgivningarna runt Valparaíso är en mosaik av jordbruksmark och naturlig växtlighet.